# Crave (Kiesza)
Crave è il terzo album in studio della cantante canadese Kiesza, pubblicato nel 2020.

## Tracce
1. Run Renegade – 4:05
2. All of the Feelings – 3:37
3. Crave – 3:36
4. Can't Be Saved – 3:33
5. Love Me with Your Lie – 2:50
6. When Boys Cry – 2:53
7. Sky Ain't the Limit – 3:15
8. Love Never Dies – 5:03
9. Dance with Your Best Friend (featuring LICK DROP, Cocanina & Shan Vincent de Paul) – 3:56

Tracce Bonus - Edizione fisica
1. Sweet Love – 3:24
2. You're the Best – 2:40